# 调音
調音，狭义上也被称为发音:14，在语音学上指发音的时候，通过调动舌或唇等調音器官（Articulator），在声道中制造不同种类的阻碍（Obstruction 或 Stricture）来改变声道形状、影响气流，从而改变音色，发出各种语音（元音和辅音）的生理活动。:276阻碍出现的位置称为调音部位，制造阻碍的方法称为调音方法，调音常根据这两个要素分类。
调音与气流、发声机制一同，都是形成语音的重要要素，故三者都是发音的下位概念。:14

## 調音部位
調音部位（英語：place of articulation）即辅音发音时，口腔或者咽腔中受到阻碍的位置。当两个调音器官相互靠近时，就会形成阻塞。这两个调音器官里面，通常运动的器官被视为主动调音部位，静止的器官被视为被动调音部位，故所谓调音位置，指的是这两者的组合。例如，[f] 即为唇齿音，以下唇为主动调音部位，上齿为被动调音部位。下唇还可以是其他部位的主动调音部位，如双唇音 [b] 。同样地，上齿也可以是其他部位的被动调音部位，如清齿擦音 [θ]。
| 常见被动调音部位 - 上唇（唇音） - 上齒，包含牙齒的邊緣及內面（齒音） - 牙齦（齒齦音） - 牙齦後方（齒齦後音） - 口腔上方的硬腭（硬腭音） - 口腔上方較後端的軟腭（軟腭音） - 垂在喉嚨入口處的小舌（小舌音） - 咽頭（咽音） - 在氣管的入口處，位於喉頭上方的會厭（會厭音） |  | 常见主动调音部位 - 下唇（唇音） - 舌頭前端的各個部位（舌冠音） - 舌尖（舌尖音） - 舌葉（舌葉音） - 舌尖下部（舌頂下音） - 舌頭背部（舌背音） - 舌頭根部與喉嚨（咽音） |

### 协同调音
如果有多于一个以上的调音部位参与调音（尽管很少超过两个），这种情况就称为协同调音。:266, 271
协同调音分为两类，其中一种的两个调音部位阻碍相同量的气流，称为双协同调音。:329例如清唇软腭塞音 [k͡p]，这个音相当于是同时以硬腭与嘴唇同时发出清軟腭塞音 [k]和清雙唇塞音 [p]。
另外一种协同调音里面，一个调音部位会比另一个调音部位阻碍更多的气流:329，前者称为主要调音（primary articulation），后者则为次要调音（secondary articulation）。常见的包括唇音化、俄语的软音化等。例如英语 w，常包括软腭的主要调音和嘴唇的次要调音，因为嘴唇的圆角会导致阻塞减少；又如“quit”中的 qu（唇音化为 [kʷ]），具有完全相同的主要和次要调音部位，但它们不仅仅阻碍气流，甚至在软腭处完全阻塞气流。（qu 常被分析为k 和 u 的音列，但这两个部分实际上是同时发音的。[w]）不过有时也会将 u/w 处理成与协同调音非常相像的浊圆唇软腭近音 [w]，见下文。同样地，浊圆唇硬腭近音 [ɥ] 通常被视为协同调音，但有时也会单独列作鼻音。
搭嘴音会有两个调音位置同时闭塞，故也属于协同调音。

## 調音方法
調音方法（manner of articulation）指发音时调动舌头、唇部及其他喉以上的调音器官对发声器官流出的气流进行各种阻碍，以改变其共振，发出不同语音的办法。对于任一个调音部位，存在若干种调音方法，而因此有若干个同位辅音。
调音方法的一特征为阻碍程度，即调音器官之间的相近程度。如果两个调音器官达到最大阻塞位置（Location of maximum obstruction），则调音就可以成立。:48由阻碍程度最大排至最小，发音可以被分成塞音、擦音、無擦通音甚至元音。塞音会出现声道的完全阻塞，故会有一个成阻、持阻、除阻的过程。擦音通过气流摩擦调音部位调音。塞擦音则通常表现得像是介于塞音和擦音之间的发音，但在语音学上，其为连续塞音及擦音的发音。
调音还包括其他特征，也都涉及气流的阻塞，包括閃音、顫音和擦音的有咝等。通常鼻音化及边音也被认为包括在调音方法内，朱晓农等语言学家会将其划为“响音”，即无准随机波但有声道阻碍的音（其他的则是“阻音”，即既有准随机波也有声道阻碍的音）:55, 134；但一些语音学家如彼得·拉迪福杰德认为它们是独立于调音方法之外的。历史上，发音会移向较小阻碍的发音，此一过程称为辅音弱化。

### 元音的調音
元音一般认为其发音过程中没有调音，因为没有任何调音器官能达到相互的最大阻塞位置，故调音也不成立。通常使用前后、开闭、圆唇非圆唇等，而非调音部位和调音方法来描述元音。语音生理学很难解释元音的调音，因为这与一般的听觉印象相悖。
一些近音跟元音在听觉上相似，故也会被记作元音。如硬腭近音 [j]与闭前不圆唇元音 [i]、浊圆唇软腭近音 [w]与闭后圆唇元音 [w]、浊圆唇硬腭近音 [ɥ]与闭前圆唇元音 [y]、软腭近音 [ɰ]与闭后不圆唇元音 [ɯ]、以及齿龈近音 [ɹ]与儿化元音 [ɚ] 的对应关系。不过，两者相比较而言，近音的阻塞更加强一些。:323

## 参照
- 气流 - 发声 - 調音（调音部位、调音方法）
- 發音